# Малайский мир
Малайский мир (малайск. Dunia Melayu или малайск. Alam Melayu; яв. دنيا ملايو / عالم ملايو) — концепция или выражение, исторически используемое разными авторами и группами для описания различных понятий, основанных на разных интерпретациях Малайскости как расовой категории, лингвистической группы или политико-культурной группы. Использование термина «малайский» обусловлено малайским культурным влиянием, проявившемся в частности, в распространении малайского языка в юго-восточной Азии.
В наиболее широком территориальном толковании термин «Малайский мир» используется как синоним Австронезии, колыбели австронезийских народов, восточной границей которой остров Пасхи, а западной — Мадагаскар. Первоначально такое толкование термина «Малайский мир» возникло благодаря ориенталистам, в конце 18 века использовавшим термин «малайская раса» для описания всех австронезийских народов. В более узком смысле «Малайский мир» используется как синоним малайского языкового пространства — стран и территорий Юго-Восточной Азии, в которых один из вариантов малайского языка является национальным языком, или важным языком национального меньшинства. В этом смысле «Малайский мир» включает в себя Бруней, Индонезию, Малайзию, Сингапур, а также Южный Таиланд, и иногда используется как синоним терминов «Малайский архипелаг» и «Нусантара».
Существует также третья интерпретация термина «Малайский мир», используемая современными исследователями, в соответствии с которой он «Малайский мир» определяется как политическая и культурно-историческая область. В этом смысле, «Малайский мир» означает регион, являющейся родиной малайского народа, исторически управлявшемуся различными султанатами, в которых преобладали различные диалекты малайского языка и малайский культурные ценности. Такая интерпретация Малайского мира включает в себя прибрежные зоны Суматры, Малайского Полуострова, Борнео, а также мелкие острова между ними.
Наиболее заметное распространение эта концепция получила в начале 20-го века, будучи воспринята в ирредентистской направленности малайскими националистами под именем "Великая Малайя" (Melayu Raya), как выражение стремления к естественным или желаемым границам современной нации для малайской расы.
Малайская культура оказала влияние на культуры вне традиционного малайского мира, наиболее значительным было такое влияние в Шри-Ланке и Таиланде. В Шри-Ланке малайское культурное влияние оказало глубокое влияние на многие аспекты современной Шри-ланкийской культуры.
Использование термина «малайский» в территориальном смысле началось еще издревле. Различные хроники, как местного, так и иностранного происхождения свидетельствуют, что термин «малайский», а также сходные с ним по звучанию, в течение долгого времени использовались как топоним для обозначения территории на Суматре, которая, судя по распространённости, позднее, возможно, стала использоваться всем населением Малаккского пролива. Этот термин со временем развился в этноним по всей Маллакке, когда около 15 века народы суматранского происхождения мигрировали на полуостров, а Малаккский султанат стал региональной державой. Томе Пирес, находившийся в Малакке после её завоевания Португалией с 1512 по 1515 годы описывает как бывшие малаккцы разделили торговцев, посещавших их порт на 4 группы, в обозначении ни одной из не использовался термин «малайский», это позволяет предположить, что эти торговцы не считались не рассматривались как инородные для Малакки.
Португальский историк Мануэль Годино де Эредиа использовал термин «Малайос» (букв. «Малайское море») для описания зон, где доминировало Малакканское влияние. Эти зоны включают Андаманское море на севере, весь Маллакский пролив в центре, часть Зондского пролива на юге, а также западную часть Южнокитайского моря на востоке. Эта территория считалась центром исламской международной торговли, а её «лингва франка» был малайский язык. Судя по описанию Эредии, «Малайос» представлял собой гео-религиозно-социокультурную концепцию географической территории, которую объединяли общие религиозные верования и культурные особенности.
Также в малайских хрониках, одна из которых датируется началом 17 века, имеется ещё один схожий термин — «Танах Мелайу» (букв. «Малайская земля»). Этот термин часто используется в «Повести о Ханг Туахе» — известной классической работе, берущей начало из устных легенд о легендарных героях Малаккского султаната. Термин «Танах Мелайу» используется для обозначения территории, находящейся под влиянием Мелакки. В начале 16 века Томе Пирес использовал схожий термин «Терра да Тана Малайо», который означал юго-восточную часть Суматры, где изгнанный Султан Мелаки Махмуд Шах создал правительство Мелакки в изгнании.
Использование термина «Танах Мелайу» вошло в европейские работы когда Марсден и Кроуфурд, использовали их в своих работах, написанных, соответственно, в 1811 и 1820 годах. Кроме того, уже с начала 18 века в работах на английском языке для обозначения полуострова использовался термин «Малайский».
Вследствие недостатка материалов, весьма затруднительно отследить развитие концепции «Малайского мира» как термина, используемого для обозначения архипелага.

### Малайский как расовая категория
Термин «Малайский мир» в этническом смысле впервые использовал немецкий ученый Йохан Фридрих Блуменбах, по его мнению, термин «малайский» является подкатегорией одновременно Эфиопской и Монголоидной рас, и включает в себя аборигенов Марианских островов, Филиппин, Малакских островов, Зондских островов, Индокитая, а также таких тихоокеанских островов, как Таити. Такое широкое толкование термина «Малайский» объясняется сильным малайским культурным влиянием, в том числе, языковым, на всей территории Юго-Восточной Азии в эпоху европейской колонизации. Знание малайского языка считалось престижным во всех султанатах региона и являлось обязательным для образованного человека, жившего в Юго-Восточной Азии в 17-18 веках. В одном европейском источнике 18 века даже утверждается, что на востоке человек считается не очень широко образованным, если не понимает малайского языка.
Популяризация термина «Малайский» как этнического стала результатом процесса колонизации, значительную роль в ходе которой сыграли Испания в 17 веке и Великобритания в 18 веке, обе эти державы в том числе способствовали закреплению термина «Малайский мир» для обозначения всего архипелага. Это толкование, присутствующее, например, в работах Томаса Стамфорда Раффлса, оказало на англоязычные работы значительное влияние, сохранившееся и поныне. Раффлс, возможно, оказал самый значительный вклад на использование термина «Малайский» для обозначения расы и нации. Другой британец по имени Уильям Мардсен, совмещавший профессии учёного и торговца, называл всех жителях архипелага «малайцами», поскольку у них были одинаковы религия (ислам), язык (малайский), а также происхождение.

### Три уровня малайской территории
В конце 19 века в политическом словаре малайского языка появилось важное изменение. Слово «керажаан», которое ранее означало «король», «королевство», «королевский», стало использоваться в значении «правительство». В этот же период термин «негери» всё более начал использоваться как синоним слова «государство», хотя ранее, судя по хроникам судов, означал «поселение» и не использовался как политический термин. В 1870-80-х годах этот термин всё чаще использовался для обозначения отдельных малайских султанатов или любого политического образования, находящегося за пределами малайской территории.
Британский историк Уилкинсон использует термин «государство» для обозначения современной для него административной или территориальной единицы, расположенной на территории Малайского Полуострова, а термины «королевство» и султанат для обозначения существовавших ранее малайских политических образований. Также хотя Уилкинсон для обозначения Малайского полуострова часто использует термины «полуостров» или «Малайский полуостров», он также называет его «Малайа». Иногда он использует это слово не только для обозначения части полуострова, находящегося под управлением Великобритании, но также и для его части, находящейся во власти Сиама. Что касается всего Архипелага, Уилкинсон называет его не только «Архипелаг» или «Индийский архипелаг», но также и термином «Малайский мир».
Среди учебников, распространённых в период британского доминирования в Малайзии, наиболее ясная картина территории малайского мира представлена в работе «География малайского мира», написанной Ричардом Олафом Уинстедтом. Как и следует из названия, Уинстедт в своей работе попытался охватить всю территорию архипелага. В ней описаны не только британские колонии и протектораты на полуострове и Борнео, но также и Голландская Ост-Индия и колониальные владения Испании. Структура книги демонстрирует трёхуровневую систему Малайского мира. Он разделён на следующие подрегионы: Британская Малайзия, Британский Борнео, Голландская Ост-Индия и Филиппины. Примечательным является стандартизация географических знаний в этом учебнике. Все расположенные на полуострове государства, крупные острова и зоны Голландской Ост-Индии, а также испанские колониальные владения рассматриваются в рамках общих тем, таких как общее положение, города и районы, продукция, население и история. Такой систематический каталог географических знаний помогает воссоздать образ Малайского мира как территориальной единицы.
Малайский историк Абул Хади Хаджи Хассан, ссылающийся на труды Уинстедта в своей работе «История малайского мира», в значительной степени разделяет взгляд Уинстедта на Малайский мир. По его мнению, малайские территории состоят из малайских государств, Малайи и «Малайского мира» в целом. Трёхтомник Хассана разбит на 12 глав, в 4 из них рассматривается история малайцев в Малайе, в других — история малайцев на территории всего Малайского мира. История каждой колонии или государства в поселениях пролива и Федеративных малайских штатах объясняется в 4 и 5 томах, написанных, соответственно, в 1934 и 1940 годах, другим малайским историком Буйонгом Адилем. Таким образом, как в британских, так и в малайских трудах, малайская территория делится на 3 уровня — малайские государства, Малайа и Малайский мир.